# Thyretes cooremani
Thyretes cooremani är en fjärilsart som beskrevs av Sergius G. Kiriakoff 1953. Thyretes cooremani ingår i släktet Thyretes och familjen björnspinnare. Inga underarter finns listade i Catalogue of Life.